# 박홍식 (성우)
박홍식(1957년 7월 23일 ~ )은 대한민국의 성우이다. 1976년 연극 배우로 활동하다가 1983년에 MBC CM 성우 4기로 입사했다. 1986년 KBS 20기로 재입사하였으며 한국방송 성우극회 소속이다.

## 주요 출연작품

### 애니메이션
- 달의 요정 세일러문 (KBS) - 세라 아빠 / 아르테미스 / 앤디(나중)/와이즈맨
- 드래곤볼Z(VIDEO) - 피콜로 (나중)
- 초롱이의 옛날여행 (KBS) - 안중근의 아버지 / 안두희
- 개구쟁이 데니스 (KBS)

### 영화
- 마틴 기어의 귀향(SBS) - 구두장이(악셀 부고유스라프스키) / 오귀스탱(체키 카리오)
- 무기여 잘 있거라(KBS) - 군인(지노 코라도)
- 비둘기가 날 때 (KBS) - 방송 앵커(로버트 리에티)
- 영웅본색 2 (SBS) - 조직원(소옥)
- 용형호제(KBS) - 만물교 신자(제프리 브라운)
- 폭풍탈주(KBS) - 웹스터(패트릭 비숍)
- 아수라(SBS) - 여왕의 부하(종영)
- 매드 맥스 (KBS) -  음식점 손님(폴 영) / TV 방송 앵커(닐 톰슨)
- 이연걸의 히트맨 (SBS) - 소부의 동료(황개삼)
- 7인의 독수리 (KBS)
- 굿모닝 베트남 (KBS)
- 까미유 클로델 (SBS)
- 뉴욕 세 남자와 아기 (KBS)
- 더티 해리 (KBS)
- 라스트 모히칸 (KBS)
- 마녀의 산 (KBS)
- 사랑의 용기 (SBS)
- 속 48시간 (SBS)
- 숲 속의 눈동자 (KBS)
- 영웅본색 2 (SBS)
- 오멘, 최후의 심판 (SBS)
- 인조인간 오토매틱 (SBS)
- 줄리아 줄리아 (SBS)
- 행복했던 여자 (KBS)